# Belgrano (departement van San Luis)
Belgrano (San Luis) is een departement in de Argentijnse provincie San Luis. Het departement (Spaans:  departamento) heeft een oppervlakte van 6.626 km² en telt 3.881 inwoners.

## Plaatsen in departement Belgrano
- La Calera
- Nogolí
- Villa de la Quebrada
- Villa General Roca